# Andrew Miller (romancier)
Pour les articles homonymes, voir Andrew Miller et Miller.
Andrew Miller (né le 29 avril 1960) est un romancier britannique du début du XXIe siècle. Il a été présenté par la critique « comme l'un des plus talentueux écrivains britanniques de sa génération » : la renommée internationale de Miller s'est établie sur le succès de son premier roman L'Homme sans douleur (1997), traduit par la suite en plus de trente langues (dont le français en 1998).

## Biographie

### Vie
Andrew Miller est né le 29 avril 1960 à Bristol, en Angleterre, au Royaume-Uni.
Miller vit aujourd'hui de sa plume dans le Somerset, en Angleterre.

### Œuvre
En 1997, Andrew Miller a publié son premier roman à Londres sous le titre Ingenious Pain (traduit en français L'Homme sans douleur par Hugues Leroy, comme ses autres titres, et publié en 1998 aux éditions Albin Michel). Ce livre qui retrace dans une narration déstructurée la vie aventureuse d'un médecin anglais du XVIIIe siècle autodidacte et habile chirurgien, mais privé de la sensation de la douleur, a été comparé au roman Parfum (1985) de Patrick Süskind et à La Créature de John Fowles (1985). La reconstitution de la vie quotidienne au XVIIIe siècle et l'étrangeté du personnage principal James Dyer ont en effet été saluées par la critique, et le roman a été couronné par le James Tait Black Memorial Prize ainsi que le prix International IMPAC 1999, devançant Ian McEwan et Don DeLillo.
En 1998, Miller a publié son deuxième roman Casanova in Love (traduit Casanova amoureux, 2000) qui est également un roman historique : situé à Londres au XVIIIe siècle, il s'inspire d'un épisode de passion amoureuse raconté par Giacomo Casanova dans ses Mémoires, Histoire de ma vie.
En 2001, son troisième roman Oxygen (traduit Oxygène, 2002) aborde l'époque actuelle. L'œuvre est présentée par l'éditeur comme un « roman choral, qui entrecroise les destins de trois personnages en fin de vie » : une Anglaise, Alice Valentine, avec qui son fils introverti n'a pas coupé le cordon ombilical ; la mère de Larry en Amérique, dont la maladie renvoie le fils à sa vie ratée ; et un dramaturge hongrois homosexuel réfugié à Paris, qui ne s'est pas libéré de sa lâcheté au moment de l'insurrection de 1956 à Budapest. Le roman a été comparé au célèbre roman de Michael Cunningham Les Heures, et a été finaliste pour le Booker Prize.
Il obtient le Prix Costa 2011 pour son ouvrage Pure (Dernier requiem pour les innocents).

### Versions originales
- 1997. Ingenious Pain (tr. L'Homme sans douleur, 1998)
- 1998. Casanova in Love (tr. Casanova amoureux, 2000)
- 2001. Oxygen (tr. Oxygène, 2002)
- 2005. The Optimists
- 2008. One Morning Like a Bird
- 2011. Pure - Prix Costa 2011
- 2018. Now We Shall Be Entirely Free
- 2024. The Land in Winter

### Versions françaises
- 1998. L'Homme sans douleur (Ingenious Pain, 1997), trad. de Hugues Leroy, Paris, éd. Albin Michel, 386 p.  (ISBN 978-2744120695)
- 2000. Casanova amoureux (Casanova in Love, 1998), trad. de Hugues Leroy, Paris, éd. Albin Michel, 335 p.  (ISBN 978-2226111302)
- 2002. Oxygène (Oxygen, 2001), trad. de Hugues Leroy, Paris, éd. Albin Michel, 352 p.  (ISBN 978-2226133878)
- 2014. Dernier requiem pour les innocents (Pure, 2011), trad. de David Tuaillon, Paris, éd. Piranha, 304 p.  (ISBN 978-2371190030)

## Sources
- « Casanova amoureux »(Archive.org • Wikiwix • Archive.is • Google • Que faire ?) (consulté le 7 janvier 2014) sur le site de Librairie.
- L'Homme sans douleur sur le site d’Albin Michel.
- Casanova amoureux sur le site d’Albin Michel.
- Dernier requiem pour les innocents sur le site de Piranha.